# Before These Crowded Streets
Before these crowded streets es el tercer álbum de estudio de la banda estadounidense Dave Matthews Band lanzado el 4 de abril de 1998. Fue el último disco del grupo que fue producido por Steve Lillywhite. El nombre del disco fue tomado de la letra de la canción “The Dreaming Tree”. 

## Lista de canciones
| #  | Título                | Duración | Invitados                                                                                 | Comentarios                                                                                  |
| -- | --------------------- | -------- | ----------------------------------------------------------------------------------------- | -------------------------------------------------------------------------------------------- |
| 1  | Pantala Naga Pampa    | 0:40     |                                                                                           |                                                                                              |
| 2  | Rapunzel              | 6:00     | - Butch Taylor – órgano                                                                   | - Cuarto sencillo del álbum                                                                  |
| 3  | The Last Stop         | 6:57     | - Béla Fleck – banjo                                                                      |                                                                                              |
| 4  | Don't Drink the Water | 7:01     | - Alanis Morissette – coros - Béla Fleck – banjo                                          | - Primer sencillo del álbum                                                                  |
| 5  | Stay (Wasting Time)   | 5:35     | - The Lovely Ladies – coros                                                               | - Segundo sencillo del álbum                                                                 |
| 6  | Halloween             | 5:07     | - Alanis Morissette – voces de fondo - John D'earth – trompeta - Kronos Quartet – cuerdas | - Originalmente apareció en el disco Recently (EP)                                           |
| 7  | The Stone             | 7:28     | - John D'earth – trompeta - Kronos Quartet – cuerdas                                      |                                                                                              |
| 8  | Crush                 | 8:09     | - Butch Taylor – piano                                                                    | - Tercer sencillo del álbum                                                                  |
| 9  | The Dreaming Tree     | 8:48     | - Greg Howard – Chapman Stick                                                             |                                                                                              |
| 10 | Pig                   | 6:57     |                                                                                           |                                                                                              |
| 11 | Spoon                 | 7:33     | - Alanis Morissette – coros - Béla Fleck – banjo                                          | - En el último minuto de esta pista puede oírse un “outro” de "The Last Stop" (Pista oculta) |

Todas las canciones cuentan con la participación especial de Tim Reynolds en la guitarra eléctrica y mandolina

## Créditos

### Músicos
- Carter Beauford – batería, percusión y coros.
- Stefan Lessard – bajo.
- Dave Matthews – guitarra acústica y voz.
- LeRoi Moore – Tin Whistle, Saxofón alto, soprano y tenor.
- Boyd Tinsley – Violín eléctrico

### Músicos invitados
- The Lovely Ladies – coros
  - Tawatha Agee
  - Cindy Myzell
  - Brenda White-King
- John D'earth – trompeta
- Béla Fleck – banjo
- Greg Howard – Chapman Stick
- Kronos Quartet – cuerdas
  - David Harrington – violín
  - John Sherba – violín
  - Joan Jeanrenaud – Violonchelo
  - Hank Dutt – viola
- Alanis Morissette – voces
- Tim Reynolds – mandolina, guitarra eléctrica
- Butch Taylor – órgano, piano

### Producción
- Producción artística: Steve Lillywhite
- Ingeniería de sonido: Stephen Harris
- Asistentes de ingeniería de sonido: Joel Courtright, John Seymour
- Masterización: Ted Jensen
- Mezcla: Steve Lillywhite
- Pre-Producción: John Alagía
- Arreglos orquestales: John D'earth
- Dirección artística: Thane Kerner y Dave Matthews
- Diseño: Thane Kerner y Dave Matthews
- Fotografía: Ellen Von Unwerth

- Datos: Q2260684